# Ipava
Ipava – wieś w Stanach Zjednoczonych, w stanie Illinois, w hrabstwie Fulton.